# Skottar

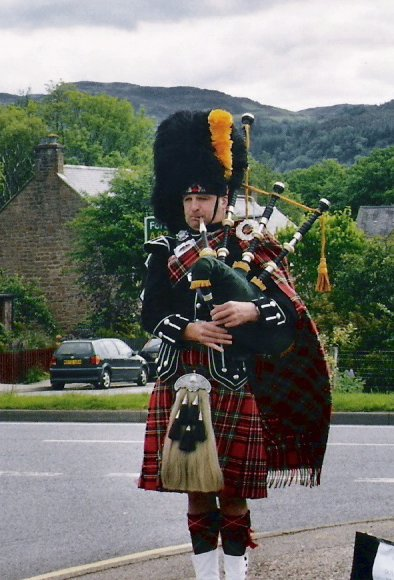
En "traditionell" skotte med kilt och säckpipa, i Fort Augustus vid Loch Ness.

Skottar är människor från landet Skottland. Skottarnas traditionella dräkt består bland annat av kilt. Även säckpipan är starkt förknippad med skottarna.